# Federació Internacional de Bandy

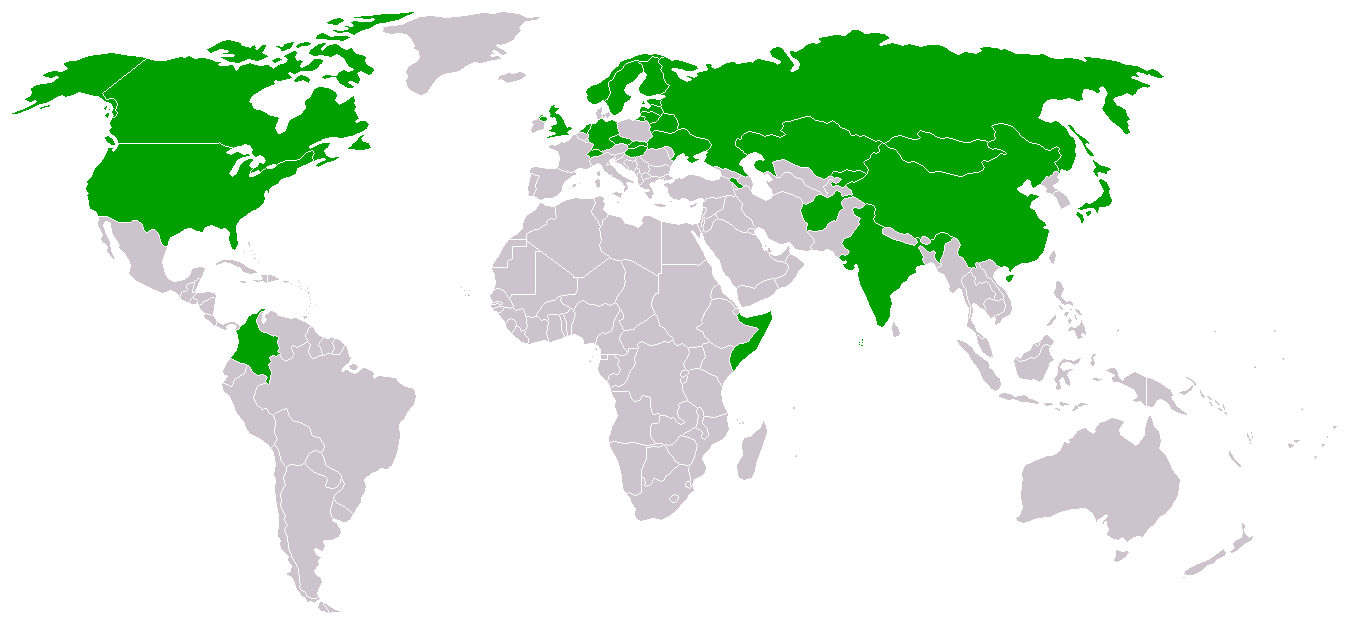
Mapa del món que mostra els 29 membres de la FIB

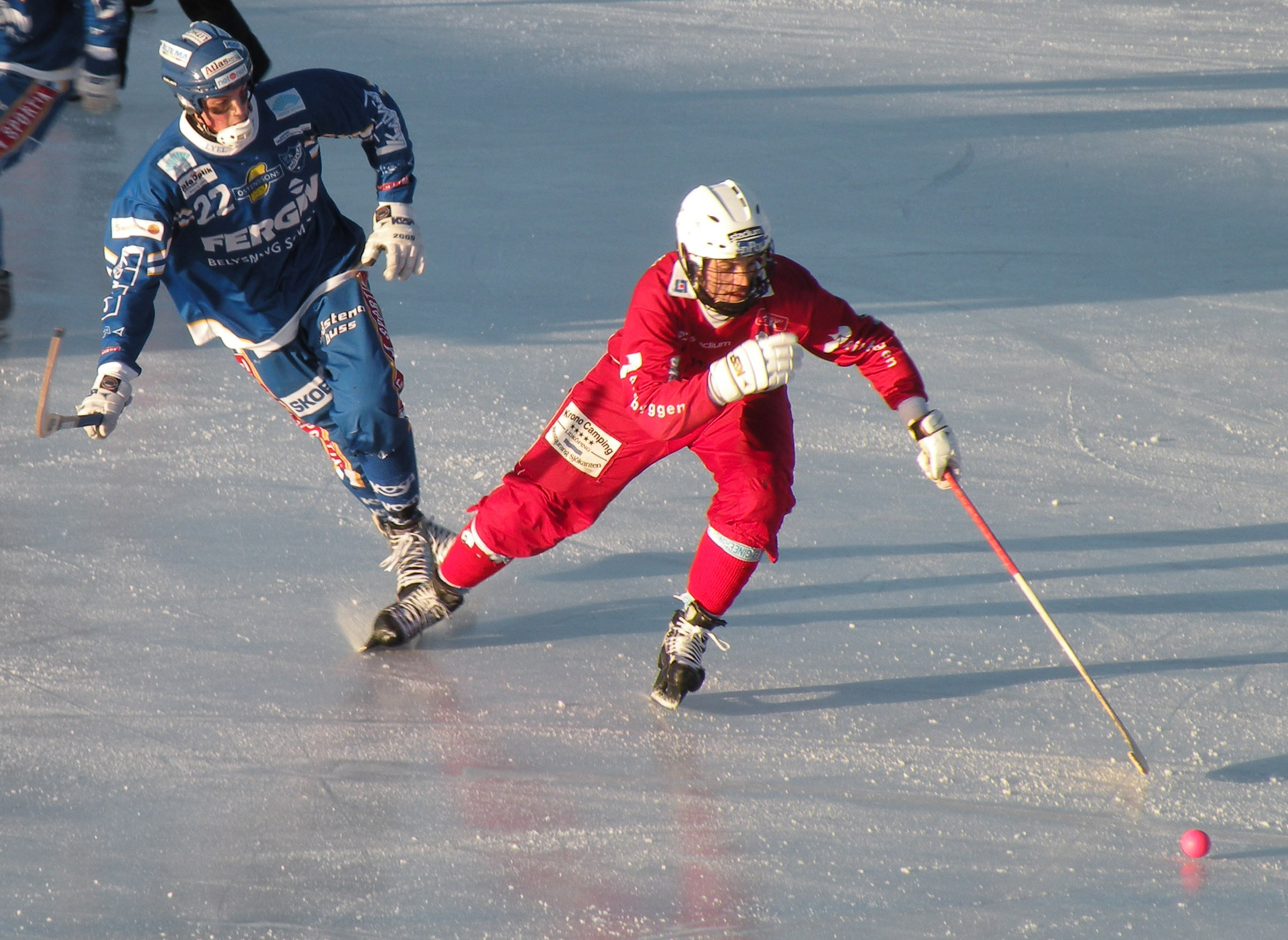
Jugadors de bandy

La Federació Internacional de Bandy (FIB) és la federació esportiva internacional, reconeguda pel Comitè Olímpic Internacional, que regula el Bandy. Té la seu a Söderhamn (Suècia), el secretari general és Bo Nyman i el president és Boris Skrynnik.

## Història
Es va crear el 1955 a Estocolm (Suècia). Quan la FIB es va formar el 1955, va introduir les mateixes regles per bandy a tot el món. Sobretot a Rússia, hi havia disparitat en les regles utilitzades. El nom oficial en anglès, que va ser International Bandy Federation (IBF) entre el 1957 i el 2001, va canviar a Federation of International Bandy (FIB) a petició del COI per evitar possibles confusions amb la Federació Mundial de Bàdminton que en aquell moment utilitzava les mateixes inicials. La FIB va ser plenament acceptada pel Comitè Olímpic Internacional el 2004. Malgrat això, les possibilitats que sigui plenament reconegut com a esport olímpic són molt escasses.
El Campionat Mundial de Bandy s'organitza per als homes des de 1957 i per a les dones des de 2004.
El febrer del 2012 s'incorporaren el Japó i l'Afganistan com a nous membres.

## Membres i any d'ingrés
| País          | Any  | Federació nacional                        | Enllaç extern                                             | Equip nacional | Notes                         |
| ------------- | ---- | ----------------------------------------- | --------------------------------------------------------- | -------------- | ----------------------------- |
| Afghanistan   | 2012 | Federació de Bandy d'Afghanistan          |                                                           |                |                               |
| Argentina     | 2008 | Federació de Bandy de l'Argentina         |                                                           |                |                               |
| Armènia       | 2008 | Federació Nacional d'Armenia de Bandy     |                                                           |                |                               |
| Austràlia     | 2006 | Federació Australiana de Bandy            |                                                           |                |                               |
| Belarus       | 1999 | Federació de Bandy de Belarús             |                                                           | Belarus        |                               |
| Canada        | 1986 | Bandy del Canadà                          | www.canadabandy.ca                                        | Canada         |                               |
| China         | 2010 | Associació Xinesa del Hòquei de Gel       |                                                           |                |                               |
| England       | 2010 | Federació de Bandy d'Anglaterra           |                                                           |                |                               |
| Estonia       | 2002 | Bandy d'Estònia                           | www.hot.ee/estbandy Arxivat 2011-06-13 a Wayback Machine. | Estonia        |                               |
| Finland       | 1955 | Bandy de Finlàndia                        | www.finbandy.fi                                           | Finland        | Membre fundador               |
| Hungary       | 1988 | Federació de Bandy d'Hungria              | www.bandy.hu Arxivat 2011-07-21 a Wayback Machine.        | Hungary        |                               |
| India         | 2002 | Federació de Bandy de la India            |                                                           |                |                               |
| Ireland       | 2006 | Federació de Bandy d'Irlanda              |                                                           |                |                               |
| Italy         | 2003 | Federació Italiana de Bandy               |                                                           |                |                               |
| Japan         | 2011 | Federació Japonesa de Bandy               | j-bandy.jp Arxivat 2011-12-03 a Wayback Machine.          |                |                               |
| Kazakhstan    | 1994 | Federació de Bandy del Kazakhstan         |                                                           | Kazakhstan     |                               |
| Kyrgyzstan    | 2004 | Federació de Bandy del Kirguizstan        |                                                           |                |                               |
| Latvia        | 2006 | Federació de Bandy de Letònia             | www.bandy.lv Arxivat 2010-03-30 a Wayback Machine.        | Latvia         |                               |
| Lithuania     | 2008 | Associació de Bandy Lituana               |                                                           |                |                               |
| Mongolia      | 2002 | Federació de Bandy de Mongòlia            |                                                           | Mongolia       |                               |
| Netherlands   | 1973 | Federació de Bandy dels Països Baixos     | www.bandybond.nl                                          | Netherlands    |                               |
| Norway        | 1955 | Bandy de Noruega                          | www.bandyforbundet.no/bandy                               | Norway         | Membre fundador               |
| Poland        | 2005 | Federació de Bandy de Polònia             |                                                           |                |                               |
| Russia        | 1992 | Totes les Federacions Russes de Bandy     | www.rusbandy.ru                                           | Russia         | Substituí a la Unió Soviètica |
| Serbia        | 2006 | Federació de Bandy de Sèrbia              |                                                           |                |                               |
| Sweden        | 1955 | Federació de Bandy de Suècia              | www.svenskbandy.se                                        | Sweden         | Membre fundador               |
| Switzerland   | 2006 | La Federació de Bandy de Suïssa           |                                                           |                |                               |
| Ukraine       | 2008 | Federació Ucraïnesa de Bandy i Rink-bandy | www.ukrbandy.org.ua                                       |                |                               |
| United States | 1981 | Associació de Bandy Americana             | www.usabandy.com                                          | United States  |                               |

### Antics membres
- : 1955-1991 (membre fundador)
- : 1990-1991